# Зябрев, Юрий Иванович
Юрий Иванович Зябрев (2 апреля 1947, Доброволя, Гродненская область — 11 ноября 2006) — советский конник. Участник летних Олимпийских игр 1972 года.

## Биография
Юрий Зябрев родился 2 апреля 1947 года в селе Доброволя Свислочского района Гродненской области Белорусской ССР (сейчас агрогородок в Белоруссии).
В 1960 году начал заниматься конным спортом. Тренировался под началом Александра Зозули.
Выступал в соревнованиях за николаевский «Колос». Дважды выигрывал чемпионат СССР в конкуре в высшем классе (1965, 1970) и Кубок СССР в конкуре (1970, 1973).
С 1967 года входил в сборную СССР.
В 1972 году вошёл в состав сборной СССР на летних Олимпийских играх в Мюнхене. В командных соревнованиях сборная СССР, за которую также выступали Александр Небогов и Виктор Матвеев, заняла в первом раунде 14-е место, набрав 127,25 балла и уступив 86,25 балла попавшей во второй раунд с 8-го места сборной Аргентины. Зябрев, выступая на коне Гриме, показал худший результат в команде (87,25).
Мастер спорта СССР.
Умер 11 ноября 2006 года.